# George Wegner Paus
George Wegner Paus (14 de outubro de 1882 - 22 de dezembro de 1923), conhecido como George Paus, era advogado e diretor norueguês da Confederação Norueguesa de Empregadores. Como tal, ele desempenhou um papel importante nas questões trabalhistas na Noruega e no desenvolvimento da legislação trabalhista norueguesa a partir do início do século XX. Ele participou do estabelecimento da Organização Internacional do Trabalho em 1919 como representante do governo norueguês e foi membro de comitês governamentais.

## Carreira

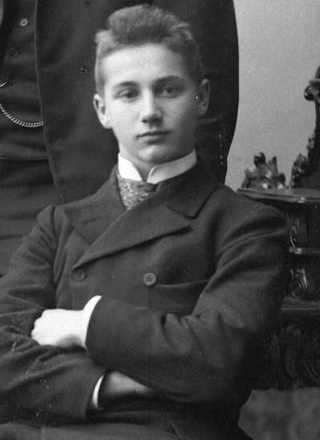
George Wegner Paus fotografado por volta de 1900 por Gustav Borgen

Ele se formou com o cand.jur. diplomado no Royal Frederick's em 1904. Depois de trabalhar brevemente como advogado em Oslo, ele foi secretário consular no recém-criado consulado norueguês em Chicago entre 1905 e 1907.
Em 1907, ele foi empregado como secretário, efetivamente consultor jurídico geral, na recém-criada Confederação Norueguesa de Empregadores, tornando-se seu segundo funcionário de nível gerencial e seu primeiro advogado. Em 1918, ele se tornou diretor. Ele fez parte da delegação norueguesa na conferência que estabeleceu a Organização Internacional do Trabalho em 1919, juntamente com Johan Castberg e outros.
Paus foi um dos montanhistas mais ativos da Noruega por volta de 1900, com várias primeiras subidas . Ele também escreveu poesia.

## Contexto
Ele era filho do teólogo Bernhard Pauss e Anna Henriette Wegner. Ele era irmão do cirurgião e humanitário Nikolai Nissen Paus e do líder industrial Augustin Paus, e neto do industrial Benjamin Wegner. Ele recebeu o nome de seu tio, o advogado da suprema corte George Mygind Wegner (1847-1881), que por sua vez foi nomeado para o ex-cônsul britânico em Oslo e o amigo da família George Mygind (falecido em 1844).